# Secte sexuelle de Kidwelly
 (juin 2021).
La mise en forme du texte ne suit pas les recommandations de Wikipédia : il faut le « wikifier ».
Les points d'amélioration suivants sont les cas les plus fréquents :
- Les titres sont pré-formatés par le logiciel. Ils ne sont ni en capitales, ni en gras.
- Le texte ne doit pas être écrit en capitales (les noms de famille non plus), ni en gras, ni en italique, ni en « petit »…
- Le gras n'est utilisé que pour surligner le titre de l'article dans l'introduction, une seule fois.
- L'italique est rarement utilisé : mots en langue étrangère, titres d'œuvres, noms de bateaux, etc.
- Les citations ne sont pas en italique mais en corps de texte normal. Elles sont entourées par des guillemets français : « et ».
- Les listes à puces sont à éviter, des paragraphes rédigés étant largement préférés. Les tableaux sont à réserver à la présentation de données structurées (résultats, etc.).
- Les appels de note de bas de page (petits chiffres en exposant, introduits par l'outil «  Source ») sont à placer entre la fin de phrase et le point final[comme ça].
- Les liens internes (vers d'autres articles de Wikipédia) sont à choisir avec parcimonie. Créez des liens vers des articles approfondissant le sujet. Les termes génériques sans rapport avec le sujet sont à éviter, ainsi que les répétitions de liens vers un même terme.
- Les liens externes sont à placer uniquement dans une section « Liens externes », à la fin de l'article. Ces liens sont à choisir avec parcimonie suivant les règles définies. Si un lien sert de source à l'article, son insertion dans le texte est à faire par les notes de bas de page.
- La présentation des références doit suivre les conventions bibliographiques. Il est recommandé d'utiliser les modèles {{Ouvrage}}, {{Chapitre}}, {{Article}}, {{Lien web}} et/ou {{Bibliographie}}. Le mode d'édition visuel peut mettre en forme automatiquement les références.
- Insérer une infobox (cadre d'informations à droite) n'est pas obligatoire pour parachever la mise en page.

Pour une aide détaillée, merci de consulter Aide:Wikification.
Si vous pensez que ces points ont été résolus, vous pouvez retirer ce bandeau et améliorer la mise en forme d'un autre article.
 (juin 2021).
Une secte opérant dans la ville galloise de Kidwelly a violé des enfants pendant des décennies jusqu'à ce que ses auteurs soient arrêtés en 2010. Son chef, Collin Batley, terrorisait et contraignait psychologiquement des enfants vulnérables à avoir des relations sexuelles par des menaces de mort et des lavages de cerveau. Batley, trois membres féminins et un deuxième homme ont été reconnus coupables d'outrages sexuels sur des enfants en 2011 et emprisonnés.

## Secte
La secte a exploité sexuellement des adolescents vulnérables, utilisant des pratiques et une littérature occultes pour justifier ses abus et faire subir un véritable lavage de cerveau à ses victimes. Elle était dirigée par Colin Batley, mais aussi par son épouse et trois autres femmes. Ses abus sexuels sur des enfants se sont étalés sur plusieurs décennies et ont été perpétrés d'abord à Londres, puis à Kidwelly, dans le sud du Pays de Galles.
Les cinq membres qui ont été jugés ont quitté Londres pour Kidwelly, où ils résidaient dans la même rue, dans les années 1990. Le chef du groupe, Colin Batley, est parti le premier, suivi de Shelly Millar, de la maîtresse de Batley, Jacqueline Marling, et de leurs partenaires. Batley et trois des quatre femmes accusées ont été reconnus coupables de violences sexuelles. Colin Batley et les quatre femmes accusées ont indiqué leur appartenance au groupe par un ancien tatouage "œil égyptien" d'Horus, un dieu à tête de faucon, sur leur bras et en collectionnant des objets religieux de l'Egypte ancienne.
La secte s'en prenait à des enfants vulnérables en difficulté, les obligeant à se soumettre à une cérémonie d'initiation qui se terminait par des rapports sexuels avec un adulte. Les enfants étaient intimidés pour participer à la cérémonie par des menaces de mort. Une jeune fille a témoigné qu'après cette cérémonie (qui commençait par un prêche de Batley sur l'occultisme et se terminait par des rapports sexuels), elle était régulièrement contrainte d'avoir des rapports sexuels avec Colin Batley chez lui et avec des inconnus lors d'orgies sataniques. En larmes, elle a témoigné : "Je l'ai fait parce que Colin m'a dit de le faire". Une victime a expliqué que "Colin savait comment vous manipuler, vous faire croire tout ce qu'il disait". Les enfants obéissaient aussi à ses demandes de sexe par "peur de mettre les Dieux en colère". Batley avait des chiens Rottweiler qui étaient "méchants avec tout le monde".
Les abus sexuels étaient souvent précédés de cérémonies sataniques au cours desquelles étaient lus des passages des livres de l'occultiste Aleister Crowley, Le Livre de la Loi, Le Livre de la Magick et L'Équinoxe des Dieux. L'une des cérémonies présentait un autel avec du pain salé, un calice de vin rouge et un brûleur d'encens. À la fin de ces cérémonies sataniques, les membres "devenaient vêtus par les cieux", c'est-à-dire qu'ils se déshabillaient et avaient des relations sexuelles.
Un voisin, John Wheatland, a déclaré qu'alors qu'il travaillait dans son jardin, il avait vu une fois une jeune fille en début d'adolescence "maquillée pour ressembler à une star de cinéma" qui lui a demandé s'il voulait avoir des rapports sexuels. Il a également déclaré qu'il entendait une victime pleurer toutes les nuits.

### The Book of the Law
Aleister Crowley, dont la littérature a été une source majeure des croyances de la secte, était un occultiste, magicien et sataniste anglais mort en 1947. Il a écrit The Book of the Law (ou le Livre de la Loi) au Caire en 1904. Chaque membre semblait en posséder une version plastifiée chez lui. Le procès a entendu que ce livre contenait des "tendances et des thèmes inquiétants" concernant le sexe, notamment les déclarations suivantes : "Que toutes les femmes chastes soient méprisées", "Le sexe avec n'importe qui n'est pas seulement autorisé mais doit être encouragé. La prostitution doit être admirée" et "Certains des attachements les plus passionnés et permanents ont commencé par un viol. Rome a été fondée sur cette base". Le juge Paul Thomas QC a qualifié le livre de "document ridicule".

### Mort de Damian Batley
Damian, le fils de Colin Batley, est décédé le 1er février 2008, après s'être accidentellement pendu pendant un acte sexuel. Il a filmé l'accident fatal avec son téléphone portable. Une enquête a révélé qu'il avait été retrouvé nu et pendu.
Un voisin a déclaré que le père de Damian (Colin Batley) "riait et plaisantait comme s'il ne se souciait pas du tout du monde" le jour des funérailles, ce qu'"aucune personne normale ne pourrait comprendre".

### Ressemblance avec d'autres sectes
Selon le secrétaire général du Cult Information Centre, Ian Haworth, la secte des violeurs de Kidwelly présentait les caractéristiques typiques d'une secte, qu'il avait "entendues année après année au cours des 32 années pendant lesquelles j'ai travaillé à plein temps dans ce domaine". Il estime que le Royaume-Uni compte entre 500 et 1 000 sectes, qui opèrent "dans les grandes villes" et "dans des zones rurales tranquilles". M. Haworth a ajouté que les dirigeants des sectes brisent souvent les gens, parfois en trois ou quatre jours, en les privant notamment de nourriture et de sommeil. Il a ajouté que cette méthode "semble fonctionner au mieux sur des personnes à l'esprit très sain".

## Victimes
Cinq victimes ont témoigné devant le tribunal qu'elles ont été attirées ou amenées au domicile de membres de la secte où elles ont été abusées sexuellement et qu'il y avait d'autres victimes qui n'avaient pas signalé leurs abus.
Une jeune fille de 15 ans qui a témoigné a décrit avoir été partagée comme un "jouet sexuel" entre les membres de la secte. Une deuxième victime a été violée par Batley alors qu'elle était âgée de 11 ans et a témoigné : "Le sexe avec lui était un test et si je ne le réussissais pas, j'allais à l'Abyss." Une troisième victime a également témoigné avoir été violée par Batley lorsqu'elle avait 11 ou 12 ans et avoir été contrainte d'avoir des rapports sexuels devant une caméra lorsqu'elle avait 16 ans.
Les victimes ont déclaré que les abus de la secte "ont été un voyage cauchemardesque pour chacun d'entre nous".
Annabelle Forest (un pseudonyme), fille d'un membre de la secte Jacqueline Marling, a livré un témoignage qui a permis de faire condamner cinq personnes ayant abusé d'elle. À l'âge de sept ans, elle a été forcée par sa mère, Jacqueline Marling, à assister à un acte sexuel sur Colin Batley. Lorsque Forest avait 11 ans, Colin Batley l'a violée. Au début de son adolescence, elle a été contrainte de participer à des rapports sexuels en groupe avec Marling, ce qui est devenu une activité à laquelle Forest était régulièrement forcée de participer. Elle a également été contrainte d'avoir une relation avec un deuxième homme plus âgé. Forest a déclaré : "J'étais une écolière le jour et une esclave sexuelle la nuit", ce qui "est devenu si grave qu'à un moment donné, j'ai tenté de mettre fin à mes jours". Trois mois après avoir donné naissance à un enfant de Batley, à l'âge de 18 ans, Forest a été forcée à se prostituer, ayant des rapports sexuels avec environ 1 800 hommes, l'ensemble de ses gains étant pris par la secte. Elle a déclaré que pendant les nombreuses années où elle a été abusée et exploitée : "Trop de gens ont détourné le regard, trop de gens ont ignoré les signes. Je suis étonnée que nous ayons vécu dans ce petit cul-de-sac pendant tant d'années et que personne n'ait vu quoi que ce soit qui puisse l'inquiéter".
Forest a détaillé ses expériences dans son livre The Devil on the Doorstep : My Escape From a Satanic Sex Cult, qu'elle a écrit pour inciter "les autres à commencer à faire vraiment attention à la communauté dans laquelle ils vivent" car "il y a des enfants maltraités partout".

## Enquête
En 2010, deux victimes adultes, un homme et une femme, ont rapporté les abus de la secte à la police, ce qui a entraîné l'arrestation du groupe la même année.
L'inspecteur en chef Richard Lewis a déclaré que l'enquête menée par la police de Dyfed-Powys "était une enquête très longue et compliquée impliquant un groupe très secret" qui a perpétré "des abus systématiques et prolongés sur des enfants" qui ont "fait preuve de beaucoup de courage" en les dénonçant. Mark Bergmanski, inspecteur en chef, a reconnu que "l'enquête a été très complexe".
Le comité de protection des enfants du conseil du comté de Carmarthenshire a condamné tous les auteurs d'"abus sexuels systématiques, secrets et prolongés sur des enfants".

## Peines
Le chef de la secte, Colin Batley, trois membres féminins et un deuxième homme ont été condamnés à des peines de prison d'une durée totale de 36 ans, avec la possibilité pour Colin Batley de rester en prison à vie. Ils ont été reconnus coupables de 47 chefs d'accusation, dont le viol et d'autres crimes sexuels contre des enfants, à l'issue d'un procès de cinq semaines en février et mars 2011. Un quatrième membre féminin a été acquitté après avoir fait face à une seule accusation d'indécence envers des enfants.
Le chef de l'unité galloise chargée des affaires complexes au sein du Crown Prosecution Service a déclaré que "toutes les personnes condamnées aujourd'hui sont coupables de crimes horribles et il est donc juste qu'elles soient condamnées à de longues peines".
Le jury a délibéré pendant quatre jours complets et deux demi-journées, et s'est vu offrir des conseils, en raison de la nature pénible des infractions. Les accusés avaient nié l'existence de la secte pendant tout le procès.
| Auteur                                       | Âge | Condamnation(s) | Peine(s)                  |
| -------------------------------------------- | --- | --- | ------------------------- |
| Colin Batley (chef)                          | 48  | Viol (11 chefs d'accusation), attentat à la pudeur (trois chefs d'accusation), proxénétisme, incitation à avoir des relations sexuelles avec une mineure, pédérastie (six chefs d'accusation), possession de photographies indécentes d'une mineure (12 chefs d'accusation), | Indéterminé – min. 11 ans |
| Jacqueline Marling ("chef en second")        | 42  | Aide et complicité de viol, organisation de la prostitution à finalité lucrative, incitation d'un enfant à participer à une activité sexuelle, atteinte à la pudeur d'un enfant (trois chefs d'accusation)                                                                   | 12 ans                    |
| Elaine Batley (femme du chef)                | 47  | Indécence avec un enfant (trois chefs d'accusation), actes sexuels avec un enfant | 8 ans                     |
| Shelly Millar (l'"esclave sexuelle" du chef) | 35  | Activités indécentes avec un enfant, persuasion d'un enfant de participer à une activité sexuelle | 5 ans                     |
| Vincent Barden                               | 70  | Agression sexuelle contre une fille mineure (deux chefs d'accusation) | 3 ans                     |